# گیورگ هرمان کوئینکه
گیورگ هرمان کوئینکه (به آلمانی: Georg Hermann Quincke) (زادهٔ ۱۹ نوامبر ۱۸۳۴ - درگذشتهٔ ۱۳ ژانویهٔ ۱۹۲۴) دانشمند و فیزیک‌دان اهل آلمان بود.
او از اعضای خارجی انجمن سلطنتی بریتانیا و عضو هیئت علمی دانشگاه هایدلبرگ بود.
برادرش، هاینریش کوئینکه، پزشک داخلی بود.